# Cepola pauciradiata
Cepola pauciradiata es una especie de peces de la familia Cepolidae en el orden de los Perciformes.

## Distribución geográfica
Se encuentra desde Mauritania hasta Angola.